# Abou Ma'shar al-Balkhî
Ja'far ibn Muhammad Abou Ma'shar al-Balkhî, (littéralement en arabe : أبو معشر جعفر بن محمد بن عمر البلخي) également connu en Occident sous le nom latinisé d'Albumasar, est réputé un des premiers astrologues du monde musulman, et le plus célèbre de la période abbasside. Ses manuels pratiques pour la formation des astrologues ont profondément influencé l'histoire de l'astrologie musulmane et, par le biais de traductions, celle de l'astrologie de l'Europe occidentale et de Byzance. Abou Mashar Al Balkhi est aussi connu comme astronome, mathématicien et philosophe perse. Nombre de ses œuvres furent traduites en latin et répandues parmi les érudits européens durant le Moyen Âge.

## Biographie
Abou Mashar Al-Balkni est né le 10 août 787 dans la province de Balkh dans le Khorassan (en Afghanistan actuel), l'une des principales régions soutenant la révolution abbasside du début VIIIe siècle. La vie d'Abou Mashar Al-Balkhi est incertaine, mais il est probablement venu à Bagdad dans les premières années du califat d'Al-Maʾmūn. Dans le Kitab-al-Fihrist d'Ibn al-Nadim, il est dit qu'Abou Mashar vivait dans la partie ouest de Bagdad, près de la porte du Khorassan.
Abou Mashar Al-Balkni s'est tourné vers l'astrologie à l'âge de quarante-sept ans, en 832, tout en défendant un éclectisme philosophique. Certains textes rapportent un incident où il a été fouetté, sous le califat d'Al-Mustaʿīn, pour sa pratique de l'astrologie alors considérée comme une pseudo-science à la limite de l'hérésie, notamment pour avoir prédit un événement qui se serait réalisé.
Il est connu également pour avoir été impliqué dans un différend philosophique avec Al-Kindi, qui était alors considéré comme le grand philosophe de son temps. Ses différends avec Al-Kindi l'ont convaincu de la nécessité d'étudier les mathématiques et la logique.
Abu Maʿshar serait décédé à l'âge de 98 ans à Wāsiṭ, dans l'est de l'Iraq, au cours des deux dernières nuits du ramadan de l'année 272 hégirienne (soit le 9 mars 886).

## Théories
Abu Maʿshar doit sa célébrité surtout à ses théories d'astrologie, notamment son affirmation selon laquelle le monde avait été créé quand les sept planètes furent en conjonction dans le premier degré de la constellation du signe zodiacal du Bélier (soit en 183 101 av. J.-C., soit en 3101 av. J.-C.) et que ce dernier serait détruit lorsque les sept planètes se retrouveraient en conjonction dans le dernier degré du signe zodiacal du Poisson.
Abu Maʿshar date le début du Déluge aux alentours de février 3101 av. J.-C. Selon l’historien David E. Pingree, Abu Maʿshar s'appuie sur la théorie des grands cycles de l'hindouisme.

## Travaux
La plupart de ses ouvrages d'astronomie n'existent plus aujourd'hui, mais des informations indirectes peuvent encore être retrouvées à partir de résumés, de traductions et de citations disponibles dans des travaux d'astronomes ou astrologies ultérieurs :
- Kitāb al‐mudkhal Al‐kabīr , une introduction à l'astrologie qui a reçu de nombreuses traductions en latin et en grec à partir du XIe siècle.  Il a eu une influence significative sur les philosophes occidentaux, comme Albert le Grand,
- Kitāb mukhtaṣar al‐mudkhal , une version abrégée de ce qui précède, traduite plus tard en latin par Adelard de Bath,
- Kitāb al‐milal wa‐ʾl‐duwal (Livre sur les religions et les dynasties), probablement son œuvre la plus importante, commentée dans les principaux ouvrages de Roger Bacon, Pierre d'Ailly et Pico della Mirandola,
- Fī dhikr ma tadullu ʿalayhi al ‐ ashkhāṣ al ‐ ʿulwiyya (Sur les indications des objets célestes),
- Kitāb al‐dalālāt ʿalā al ‐ ittiṣālāt wa ‐ qirānāt al ‐ kawākib (Livre des indications des conjonctions planétaires),
- Kitāb al‐ulūf (Livre des milliers), conservé uniquement dans les résumés de Sijzī,
- Kitāb taḥāwīl sinī al-'ālam (Fleurs d'Abou Ma'shar), utilise des horoscopes pour examiner les mois et les jours de l'année. C'était un manuel pour les astrologues. Il a été traduit au XIIe siècle par Jean de Séville,
- Kitāb taḥāwil sinī al ‐ mawālīd (Livre des révolutions des années des nativités). Traduit en grec en 1000, et de cette traduction en latin au XIIIe siècle,
- Kitāb mawālīd al ‐ rijāl wa‐ʾl-nisāʾ (Livre des nativités des hommes et des femmes), qui a été largement diffusé dans le monde islamique. ʻAbd al-Ḥasan Iṣfāhānī a copié des extraits dans le manuscrit illustré du XIVe siècle le Kitab al-Bulhan (ca.1390).

## Œuvres
- (la) Introductorium majus in astrologiam (Grande introduction à l'astrologie), ((ar) : Kitâb al Madkhal al-Khabîr ‘ala‘ilm ahkam al nujum, Le grand livre d'introduction à la science de l'astrologie, 848). Traduction latine probablement par Jean de Séville Hispalensis et Limiensis en 1133 : Introductorium maius in astrologiam, édité par R. Lemay, Naples, Istituto Universitario Orientale, 1997. Autres trad. en latin : Hermann de Carinthe en 1140 (Liber introductorii maioris ad scientiam judiciorum astrorum, édi. par R. Lemay, 1996), Gérard de Crémone[5].
- (la) De magnis conjunctionibus (Des grandes conjonctions, 861-866), ((ar) : Kitāb al qirānāt, Livre des conjonctions). Traduction latine par Jean de Séville Hispalensis et Limiensis (vers 1130) : De magnis conjunctionibus. Keiji YAMAMOTO, Charles BURNETT, Abû Ma`shar on Historical Astrology. The Book of Religions and Dynasties (On the Great Conjunctions), Volume I : The Arabic Original: Abû Ma`shar, Kitâb al-Milal wa-d-Duwal (The Book of Religions and Dynasties), Arabic text edited by K. Y. with an English Translation by K. Y. and C. B. ; Volume II: The Latin Versions: Albumasar, De Magnis Conjunctionibus (On the Great Conjunctions), Latin Text edited by C. B. and Arabic-Latin Glossaries, par K. Y. and C. B., Leiden - Boston - Köln: Brill, 2000 (Islamic Philosophy, Theology and Science, vols. XXXIII-XXXIV), xxvii-620 p. et xxxiii-578 p. Théorie selon laquelle les empires meurent, et cela en fonction des conjonctions entre Saturne, Jupiter et Mars. Ne pas confondre avec la Lettre sur les éclipses et les conjonctions des planètes de Masha'allah ibn Atharî (mort en 815), traduite en latin par le même Jean de Séville Hispalensis et Limiensis.
- (la) Flores astrologiae (Les fleurs de l'astrologie), (ar) Kitâb Ahkam tahawil sini l-mawalid, Livre des révolutions des années du monde. Trad. en latin sans doute par Jean de Séville Hispalensis et Limiensis. "Les Flores consistent en un traité court d'environ trente chapitres donnant diverses règles pour l'interprétation de l’horoscope de révolution de l'année, c'est-à-dire l’horoscope pour l'entrée du Soleil dans le premier degré du Bélier. Introduction (sig. a2) ; prévisions selon le maître planétaire de l'année, en détail pour Saturne (sig. a2v-b1) et brièvement pour les autres planètes (sig. b1v-b2v) ; nature et attributs des planètes (sig. b3r-c2r) ; examen de certaines des matières standard : moisson (sig. c2v), pluies, guerres, pestes (sig. c3r) et tremblements de terre (sig. c3r-c4r) ; la position et la nature de l’étoile fixe mise en avant (des sig. c4r) ; l'effet de l’étoile fixe sur le maître de l'année (sig. c4v-d2r) ; interprétation de Saturne, de Jupiter, de Mars et de la tête et la queue du dragon dans chacun des douze signes du zodiaque (sig. d2v-e3v)."[6]
- Mudhâkarât fî'Ilm an-Nujûm (Dialogues sur l'astrologie), édité par G. Federici Vescovini, "La versio latina degli excerpta de secretis Albumasar di Sadan", Archives d'histoire doctrinale et littéraire du Moyen Âge, LXV (1998), p. 273-330. Voir Dunlop (D.M.), « The Mudhâkarât fî'Ilm an-Nujûm (Dialogues on Astrology) Attributed to Abû Ma'shar al Balkhî (Albumasar) », in Iran and Islam. In Memory of the Late Vladimir Minorsky, éd. C.E. Bosworth, Edimbourgh, 1971, p. 229-246. Sur les conjonctions des planètes et l'astrologie.
- De revolutionibus nativitatum. Livre des nativités, D. Pingree (éd.), Leipzig, Teubner, 1968.

### Œuvres en ligne
- Flores astrologiae

- Introductorium in astronomiam Albumasaris alabachi octo continens libros partiales

- Albumasar de magnis coniunctionibus : annos revolutionibus ac eos profectionibus : octo continens tractatus